# Аринго (Ријети)
Аринго је насеље у Италији у округу Ријети, региону Лацио.
Према процени из 2011. у насељу је живело 56 становника. Насеље се налази на надморској висини од 884 м.